# 林得成
林得成（?—1862年）為中國清朝武官官員。

## 生平
同治元年（1862年），林得成奉旨接替被降調嘉義營參將的夏汝賢:280，於台灣地區擔任台灣北路協副將。而隸屬台灣鎮之下的此官職是台灣清治時期中的這階段，台南以北之台灣中南部及北部的駐地最高武官將領。同年三月，他亦於大墩烏日庄戰役中被俘，囚居於敵對陣營林日成四塊厝家中，林得成苦勸林日成降清，林日成不聽，五月舉劍自殺。（詳閱馬鳴山燕霧堡會戰）

## 家庭
一子林上達，在斗六門戰役中陣亡。